# Xã Noble, Quận Cass, Bắc Dakota
Xã Noble (tiếng Anh: Noble Township) là một xã thuộc quận Cass, tiểu bang Bắc Dakota, Hoa Kỳ. Năm 2010, dân số của xã này là 74 người.